# Marianna (Arkansas)
Marianna és una població dels Estats Units a l'estat d'Arkansas. Segons el cens del 2000 tenia 5.181 habitants.

## Demografia
Segons el cens del 2000, Marianna tenia 5.181 habitants, 1.955 habitatges, i 1.315 famílies. La densitat de població era de 555,7 habitants/km².
Dels 1.955 habitatges en un 35,4% hi vivien nens de menys de 18 anys, en un 30,4% hi vivien parelles casades, en un 32,8% dones solteres, i en un 32,7% no eren unitats familiars. En el 30,9% dels habitatges hi vivien persones soles el 16,2% de les quals corresponia a persones de 65 anys o més que vivien soles. El nombre mitjà de persones vivint en cada habitatge era de 2,59 i el nombre mitjà de persones que vivien en cada família era de 3,25.
Per edats la població es repartia de la següent manera: un 34,4% tenia menys de 18 anys, un 9,5% entre 18 i 24, un 22% entre 25 i 44, un 19,4% de 45 a 60 i un 14,7% 65 anys o més.
L'edat mediana era de 31 anys. Per cada 100 dones de 18 o més anys hi havia 70,6 homes.
La renda mediana per habitatge era de 17.643 $ i la renda mediana per família de 20.611 $. Els homes tenien una renda mediana de 28.542 $ mentre que les dones 19.045 $. La renda per capita de la població era de 10.253 $. Entorn del 32,8% de les famílies i el 37% de la població estaven per davall del llindar de pobresa.

## Poblacions més properes
El següent diagrama mostra les poblacions més properes.